# کوه بردی
کوه بردی (به انگلیسی: Brady Peak) یک کوه در ایالات متحده آمریکا است که در آریزونا واقع شده‌است. کوه بردی ۲٬۴۷۵٫۳۱ متر بالاتر از سطح دریا واقع شده‌است.